# Claudette Werleigh
Claudette Werleigh (ur. 26 września 1946 w Cap-Haïtien) – haitańska polityk, premier Haiti w latach 1995-1996. Była pierwszą kobietą piastującą urząd premiera Haiti.

## Wczesne życie i edukacja
Urodziła się w 1946 roku w Cap-Haïtien, w zamożnej rodzinie. Jej rodzice eksportowali kawę, a dodatkowo jej mama prowadziła sklep. Jej ojciec był posłem, ale wycofał się z polityki, zanim urodziła się Claudette. Uczęszczała do szkół podstawowych i średnich prowadzonych przez zakonnice, studiowała medycynę i pedagogikę, w Hiszpanii, USA, uzyskała licencję prawniczą i ekonomiczną na uniwersytecie w Port-au-Prince. W 1978 roku została zarejestrowana jako prawnik.

## Kariera polityczna
W latach 1968–70 pracowała w USA jako technik medyczny i chemik, w latach 1971-73 w Szwajcarii jako fizjolog, a w latach 1973-74 na Haiti jako pedagog w szkole dla dorosłych. Zaangażowała się w działalność społeczną i edukacyjną w wielu organizacjach pozarządowych zajmujących się alfabetyzacją dorosłych i pomocą humanitarną. W 1975 roku dołączyła do Catholic Emergency Aid for Haiti, a od 1976 do 1987 była sekretarzem generalnym Haiti National Caritas, podróżując po całym kraju. Od 1983 do 1987 była koordynatorem ds. Karaibów w Caritas International. W 1979 roku założyła ITECA, jedną z najważniejszych organizacji edukacyjnych na Haiti. Pomogła założyć Ligę na rzecz wzmocnienia pozycji kobiet, organizację kobiet walczącą o równość ekonomiczną oraz promującej udział kobiet w życiu politycznym.
Od 1990 roku stała się aktywna w administracji publicznej i polityce na Haiti. Od marca do sierpnia 1990 była niezależnym ministrem spraw społecznych w rządzie tymczasowym prezydent Erthy Pascala-Trouillot. Kiedy Aristide został prezydentem, Werleigh dołączyła do gabinetu premiera Rene Prevala w 1991 roku i była zaangażowana w ruch Lavalas na rzecz prezydenta. Od lipca 1992 do października 1993 była dyrektorem wykonawczym biura w Waszyngtonie na Haiti, zajmując się rzecznictwem i lobbowaniem. W latach 1993–95 była ministrem spraw zagranicznych i religii w rządach Malval i Michel. Następnie przez sto dni pełniła funkcję premiera w latach 1995-96. Jej zadaniem było wzmocnienie przywództwa w kraju i zorganizowanie demokratycznych wyborów prezydenckich.
Claudette Werleigh powołała gabinet składający się z 17 ministrów, w tym 4 kobiet, i zadeklarowała, że jej celem jest sprawiedliwość polityczna, społeczna, kulturowa i ekonomiczna. Otrzymała wsparcie finansowe na energię, rolnictwo i budowę dróg oraz poprawę stosunków z Kubą i Tajwanem. Próbowała także zmniejszyć zależność gospodarczą Haiti i wstrzymała proces prywatyzacji. Ale wtedy MFW wstrzymał pożyczki, wywołując kryzys polityczny. Rene Preval został wybrany na prezydenta z 88% głosów. Była to pierwsza pokojowa zmiana prezydenta od czasu uzyskania przez Haiti niepodległości. Preval był sojusznikiem Aristide i chciałby, aby Werleigh pozostała premierem. Ale większość w parlamencie, który musiał zatwierdzić premiera, uległ zmianie, więc Werleigh wycofała się i opuściła kraj.